# Ваші права?
«Ваші права?» (рос. «Ваши права?») — російський радянський художній фільм 1974 року режисера Інеси Селезньової.

## Сюжет
Чотири хлопчаки сідають у «Жигулі» і відправляються в недалеку подорож околицями Москви...

## У ролях
- Юрій Шликов
- Петро Павлов
- Євген Лебедєв
- Віктор Сорокін
- Юрій Кузьменко
- Леонід Кулагін
- Ніна Меньшикова
- Всеволод Шестаков
- Антоніна Шуранова

## Творча група
- Сценарій: Георгій Полонський, Аркадій Ставицький
- Режисер: Інеса Селезньова
- Оператор: Володимир Ошеров, Олексій Родіонов
- Композитор: Едуард Артем'єв